# Набэсима Мотосигэ
Набэсима Мотосигэ (яп. 鍋島 元茂, 24 ноября 1602 — 19 декабря 1654) — японский даймё раннего периода Эдо, первый правитель княжества Оги (1642—1654).

## Биография
Второй сын Набэсимы Кацусигэ, 2-го даймё Саги. Мать, наложница Ива, дочь Кониси Санъэмона.
Изначально он являлся преемником своего отца, но когда Мотосигэ было четыре года, он был лишён наследства, после того как его отец Кацусигэ повторно женился на Кикухимэ, приёмной дочери Токугавы Иэясу и родной дочери Окабэ Нагамори. Это произошло из-за того, что Кацусигэ хотел сделать наследником сына, родившегося от Кикухимэ. Из-за этого Мотосигэ не смог стать преемником отца и был отправлен в Эдо в качестве заложника. После смерти своего деда, Набэсимы Наосигэ, он получил территории с доходом в 10 000 коку, а в 1642 году Мотосигэ увеличил территории до 73 000 коку и стал первым даймё княжества Оги. Это был довольно высокий доход в семье Набэсима, и хотя он был лишён наследства, похоже, что отец не относился к нему холодно. Мотосигэ также участвовал в подавлении Симабарского восстания вместе со своим отцом.
Считается, что Набэсима Мотосигэ был превосходным мастером меча и получил мэнкё от Ягю Мунэнори. Вместе с Кимурой Томосигэ служил утидати у Токугавы Иэмицу. Мотосигэ был знаком с Ягю Мунэнори на протяжении 30 лет, и незадолго до смерти Ягю ему был передан секретный том Хэйхо кадэнсё. В 1654 году Набэсима Мотосигэ умер, и ему наследовал его старший сын Набэсима Наоёси.

## Семья
Жена, Онио, дочь Набэсимы Сигэсато. Её сын:
- Набэсима Наоёси, старший сын

Дети от неизвестной матери:
- Набэсима Наоакира, второй сын
- Набэсима Наохару, третий сын